# 1963년 미스코리아
1963년 미스코리아는 1963년 6월 21일에 서울특별시 종로구의 서울시민회관에서 열린 일곱번째 미스코리아 선발대회이다. 진에 당선된 김명자는 미스 유니버스에 참가하여 5위의 성적을 기록하였다.

## 입상자
| 대회 |        | 진 (眞) | 선 (善) | 미 (美) |
| ---- | ------ | ------- | ------- | ------- |
| 본선 | 김명자 | 최유미  | 최금실  |         |